# Trididemnum pusillum
Trididemnum pusillum är en sjöpungsart som beskrevs av Kott 2004. Trididemnum pusillum ingår i släktet Trididemnum och familjen Didemnidae. Inga underarter finns listade i Catalogue of Life.